# Сансевиерия
Сансевие́рия (сансевие́ра, сансевье́ра; лат. Sansevieria) — во многих устаревших системах классификации растений род бесстеблевых вечнозелёных многолетних травянистых растений семейства Спаржевые (Asparagaceae), ранее этот род помещали в семейство Агавовые.
C 2014 года род Сансевиерия исключён из современной ботанической классификации, все виды рода отнесены к роду Драцена (Dracaena Vand. ex L. (1767)) на основании результатов генетических исследований, изложенных в работе «Филогенетические взаимоотношения между родами драценовых (Спаржевые: Нолиновые), проистекающие из локусов ДНК хлоропластов» . По состоянию на 20 июля 2022 в базе данных сайта WFO род Сансевиерия указан как синонимичный роду Драцена.
Наиболее популярные в комнатном цветоводстве виды получили следующие названия:
- Сансевиерия жирянковая (Sansevieria pinguicula)  → Драцена жирянковая (Dracaena pinguicula)[3]
- Сансевиерия Кирка (Sansevieria kirkii)  → Драцена Петера (Dracaena pethera)[4]
- Сансевиерия трехполосная (Sansevieria trifasciata)  → Драцена трёхполосная (Dracaena trifasciata)[5]
- Сансевиерия Френсиса (Sansevieria francisii)  → Драцена Френсиса (Dracaena francisii)[6]
- Сансевиерия цилиндрическая (Sansevieria cylindrica)  → Драцена ангольская (Dracaena angolensis)[7]
- Сансевиерия эйльская (Sansevieria eilensis)  → Драцена эйльская (Dracaena eilensis)[8]
- Сансевиерия Эренберга (Sansevieria ehrenbergii)  → Драцена Ханнингтона (Dracaena hanningtonii)[9]

Растения этого рода встречаются в сухих каменистых регионах тропической и субтропической Африки, на Мадагаскаре, в Индии, Индонезии и Южной Флориде. В Африке из растений этого рода делают грубые ткани, верёвки, канаты.

## Этимология
Согласно одной из версий, название рода восходит к итальянской коммуне Сан-Северо и является данью уважения седьмому князю Сан-Северо — Раймондо ди Сангро (1710–1771), неаполитанскому аристократу, интеллектуалу-энциклопедисту, изобретателю и покровителю садоводства. По другой версии, род получил своё название в честь неаполитанского князя и мецената Антонио Сансеверино Антонио Сансеверино.
Известна под названием «щучий хвост», «тёщин язык», «змеиная кожа».

## Использование
Один из наиболее известных видов — Сансевиерия трёхполосная (Sansevieria trifasciata) — неприхотливое комнатное растение. Очищает воздух в помещениях, в том числе от выделений из пластика оконных рам. По сведениям НАСА, полученным в ходе исследования «Чистый воздух», вид обладает способностью активно поглощать из воздуха диоксид углерода и целый ряд токсичных для человека веществ, выделяя кислород. Это одно из немногих растений, способных удалять углекислый газ в течение ночи.
Согласно последним лабораторным исследования, Сансевиерия поглощает углекислый газ только днём во время фотосинтеза, ночью же идёт процесс активного выделения углекислого газа. В этом же исследовании Сансевиерия показала очень хороший результат удаления формальдегида во время дневной фазы, и его неизменность ночью.

## Условия выращивания. Размножение
Достаточно неприхотливое растение, не требующее никаких особенных условий содержания. Сансевиерия любит яркое солнце и достаточный полив, но неплохо переносит и затемнённое помещение, влажность воздуха не играет роли. Правда, для зацветания растение необходимо держать на солнечном подоконнике. Соцветие состоит из белых цветков на длинной цветочной стрелке, они обладают нежным ароматом. У сансевиерии ползучее корневище, на нём появляются прикорневые листья. Для выращивания растения предпочтительна широкая неглубокая ёмкость, заполненная рыхлой смесью (четыре части дерновой земли, две части листовой и по одной части перегноя и речного песка).
Размножают обычно весной делением куста, так называемыми листовыми черенками или делением корней.